# Lamborghini Countach (2021)
La Lamborghini Countach, ufficialmente Lamborghini Countach LPI 800-4 e nota anche come Countach II, è un'autovettura ibrida (mild-hybrid) prodotta dalla casa automobilistica italiana Lamborghini a partire dal 2021, con una produzione in serie limitata di 112 esemplari (la sigla interna che identificava il progetto della prima Countach era L112), solo nella versione coupé.

## Profilo
Presentata in anteprima il 13 agosto 2021 attraverso la diffusione on line di alcuni dati tecnici e delle immagini, il nome dato alla vettura riprende quello del modello prodotto dagli anni '70 agli anni '90.
L'automobile è stata poi presentata alla Monterey Car Week in occasione del cinquantesimo anniversario dalla presentazione della Countach originale. La dicitura "800 LPI-4" contenuta nel nome fa riferimento alla potenza della vettura 800 CV, mentre LPI sta per "longitudinale posteriore ibrida" in riferimento alla posizione del motore e alla sua alimentazione, con il "4" finale riferito alla trazione integrale.

## Design
Tutti i pannelli della carrozzeria sono in fibra di carbonio; con lo stesso materiale sono realizzati anche molti altri componenti, come lo splitter anteriore, gli specchietti retrovisori e le prese d’aria motore. Il tettuccio invece è costruito con un particolare materiale fotocromatico, che attraverso un comando attivabile dal conducente, può diventare trasparente.
La linea a cuneo tipica degli anni 70-80 caratterizza la Countach LPI 800-4, che riprende dalla omonima progenitrice, seppur con modifiche, gran parte dell'estetica, compresi i passaruota, che nella versione LP-400S erano allargati e sagomati a esagono; in questa Countach sono invece a filo nella carrozzeria. Il design del cofano anteriore, della calandra frontale e dei fanali sono di forma rettangolare, come sulla Countach originale. Il retrotreno aggiorna frontalino e fanaleria, con linee più curve e anche in questo caso a motivo esagonale; è inoltre presente un ampio estrattore aerodinamico con integrati quattro terminali di scarico tondi. Sulle fiancate le due prese d'aria NACA che caratterizzavano la prima Countach sono state ridisegnate e allargate; dietro ai finestrini sono presenti delle aperture a lamelle che richiamano le prese d'aria della Countach LP500.

## Specifiche e prestazioni
Basata sul telaio monoscocca in fibra di carbonio della Lamborghini Aventador, la Countach condivide il motore e la meccanica con la Siàn. A spingere la vettura c'è il 6,5 litri L539 V12 a 60° aspirato, disposto centralmente, al quale è stato aggiunto un motore elettrico a 48 Volt, integrato nel cambio, che può erogare fino a 34 CV di potenza e 38 Nm di coppia. In totale, con il motore termico che eroga 780 CV di potenza, il sistema è in grado di sviluppare 814 CV, scaricati a terra attraverso un sistema di trazione integrale realizzata tramite giunto viscoso Haldex IV a controllo elettronico.
L'unità elettrica è alimentata da un supercondensatore anziché da una batteria agli ioni di litio. Il supercondensatore è tre volte più potente di una cella a litio dello stesso peso. In totale, tutto il pacco elettrico/ibrido pesa 34 kg. Il sistema si alimenta grazie alla frenata rigenerativa, che invia energia al supercondensatore durante le decelerazioni e le frenate. L'energia accumulata può essere utilizzata a discrezione del conducente fino a una velocità di 130 km/h. Il motore elettrico consente anche di avere una curva di accelerazione più regolare, entrando in funzione durante i cambi di marcia per ridurre i vuoti di potenza. Il peso a secco di questa Countach è di 1595 kg, con ripartizione dei pesi 43/57 tra i due assi, e un rapporto peso-potenza di 1,95 kg/CV.
Il motore elettrico funge anche da ausilio al cambio robotizzato a 7 rapporti semi-automatico monofrizione Lamborghini ISR (Independent Shifting Rods) della Graziano Trasmissioni, rendendolo più morbido, continuo e veloce, durante la cambiata.
Le sospensioni attive sono di tipo magnetoreologico push-rod, e lavorano in combinazione con il sistema a 4 ruote sterzanti ad asse di sterzo variabile LDS (Lamborghini Dynamic Steering). 
I cerchi, che sono da 20" all'anteriore e 21" al posteriore, calzano pneumatici Pirelli P Zero Corsa con misure rispettivamente di 255/30ZR all'avantreno, e 355/25ZR al retrotreno; i dischi freno sono carboceramici. 
Lo 0–100 km/h viene coperto in 2,8 secondi, e lo 0–200 km/h in 8,6 secondi, mentre la velocità massima dichiarata è di 355 km/h anche se potrebbe sfiorare i 380 km/h. La Lamborghini dichiara uno spazio di frenata da 100 km/h a zero di 30 m.